# Kodaira
Kodaira (japanisch 小平市, -shi) ist eine Stadt in der Präfektur Tokio westlich von Tokio.

## Geographie
Kodaira liegt westlich von Tokio und östlich von Tachikawa.

## Geschichte
Kodaira blühte bereits in der Edo-Zeit. Seit den 1920er Jahren wurden dort militärische Einrichtungen, Fabriken und Schulen eingerichtet. Die Tsuda-Universität und die Kunsthochschule Musashino befinden sich dort.
Kodaira wurde 1962 zur Stadt erhoben.

## Verkehr
- Zug:
  - JR Chūō-Hauptlinie, nach Tokio oder Hachiōji
  - Seibu Shinjuku-Linie, nach Shinjuku oder Kawagoe

## Weblinks

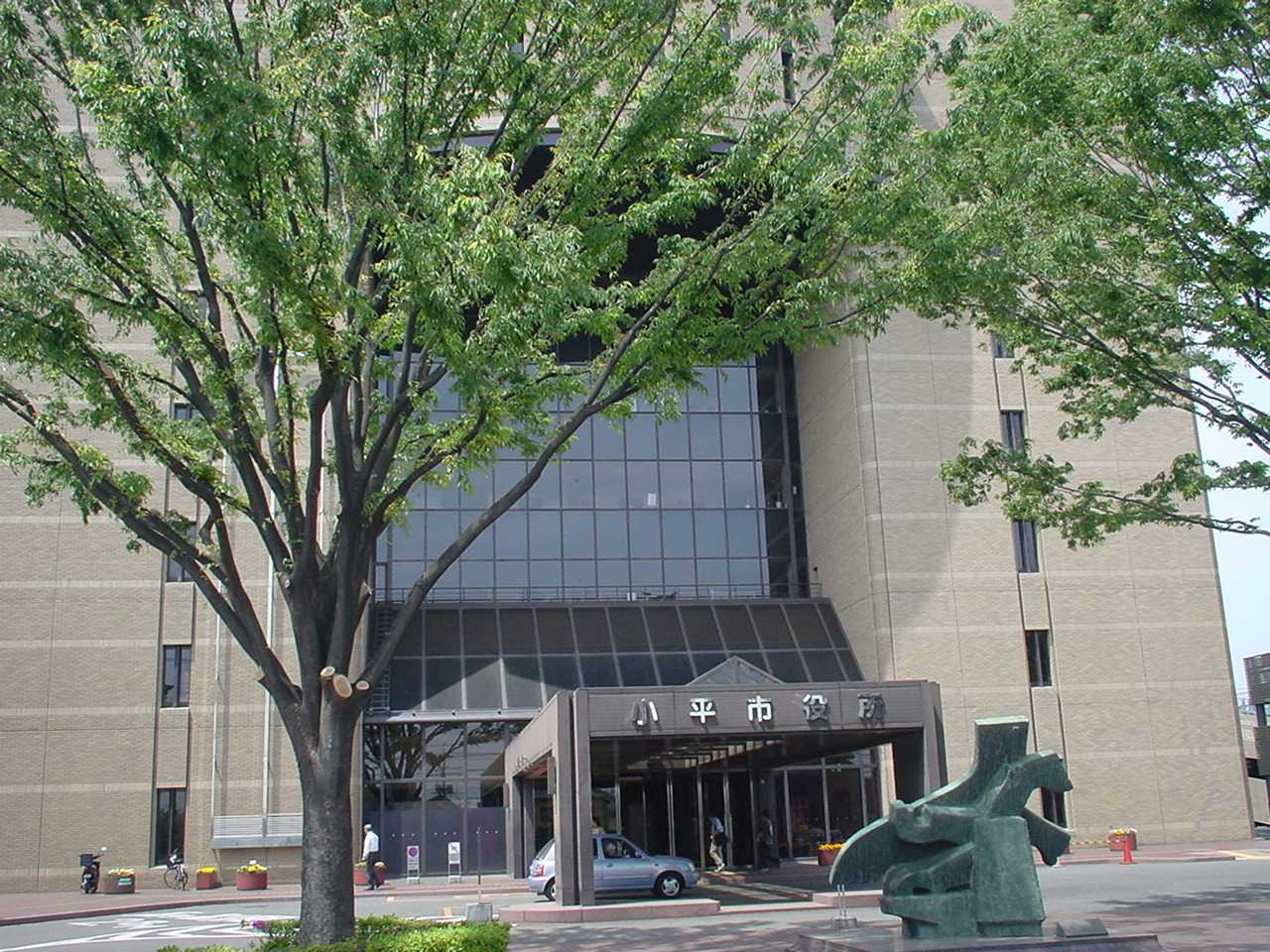
Rathaus von Kodaira

## Söhne und Töchter der Stadt
- Takuma Abe (* 1987), Fußballspieler
- Kanta Doi (* 2004), Fußballspieler
- Takuya Iwata (* 1994), Fußballspieler
- Miran Kabe (* 1992), Fußballspieler
- Kengo Nakamura (* 1980), Fußballspieler
- Masayuki Tokutake (* 1991), Fußballspieler

## Angrenzende Städte und Gemeinden
- Nishitōkyō
- Higashikurume
- Higashimurayama
- Higashiyamato
- Tachikawa
- Kokubunji
- Koganei